# شاتمان‌تاماک
شاتمان‌تاماک (انگلیسی: Shatmantamak) یک شهرک در شهرستان میاکینسکی استان باشقیرستان کشور روسیه است.